# جيم بارون
جيم بارون (بالإنجليزية: Jim Barron)‏ (19 أكتوبر 1943 في المملكة المتحدة - ) هو لاعب كرة قدم بريطاني في مركز حراسة المرمى. لعب مع أكسفورد يونايتد وتشيلسي وسويندون تاون ونادي بيتربورو يونايتد ونوتينغهام فورست ووولفرهامبتون واندررز وConnecticut Bicentennials ‏.

## وصلات خارجية
- جيم بارون على موقع قاعدة بيانات كرة القدم.إي يو (الإنجليزية)
- جيم بارون على موقع Soccerbase.com (مدرب) (الإنجليزية)